# Teleocichla prionogenys
Teleocichla prionogenys es una especie de peces de la familia Cichlidae en el orden de los Perciformes.

## Morfología
- Los machos pueden llegar alcanzar los 5,7 cm de longitud total.[1][2]

## Hábitat
Vive en zonas de clima tropical

## Distribución geográfica
Se encuentran en Sudamérica: río Tapajós ( cuenca del río Amazonas) en São Luis (Brasil ).